# Leucoptera coffeella
Leucoptera coffeella ist ein Schmetterling (Nachtfalter) aus der Familie der Langhorn-Blattminiermotten (Lyonetiidae). Das Tier ist wie Leucoptera caffeina und verwandte Arten ein Blattbohrer des Kaffeestrauchs (Coffea), ein wirtschaftlich wichtiger Schädling.

## Merkmale
Diese Kleinschmetterlinge sind dämmerungsaktiv und haben eine Flügelspannweite von 6,5 Millimeter. Sie haben gefransten Vorder- und Hinterflügel von bräunlich-weißer Färbung. Ihre Raupen minieren in den Blättern der Kaffeepflanze. Diese haben vor der Verpuppung (vier Häutungsstadien) eine Länge von 3,5 Millimeter.

## Verbreitung
Das Ursprungsgebiet dieser Art ist nicht genau bekannt, heute erstreckt sich ihr Vorkommen auf die Karibischen Inseln sowie Südamerika. Besonders die großen Kaffeeanbaugebiete in Brasilien sind von dieser Miniermotte betroffen, die zum Hauptschädling der Kaffeeproduktion geworden ist.
Der deutsch-brasilianische Biologe Hermann von Ihering vermutete 1912, dass Leucoptera coffeella um das Jahr 1851 mit Jungpflanzen von den Antillen eingeschleppt worden sein dürfte. Dorthin dürfte er mit Kaffeepflanzen aus Afrika gekommen sein. Die Raupen von Leucoptera coffeella sind auf Kaffeepflanzen spezialisiert.

## Fortpflanzung und Entwicklung
Die Weibchen der Miniermotte legen ihre Eier auf die Oberseite der Blätter des Kaffeestrauchs. Die Eier haben eine gelatineartige Hülle und können mit freiem Auge nur schwer erkannt werden. Die Anzahl der Eier hängt stark von den Umweltbedingungen ab. Unter Laborbedingungen bei einer konstanten Temperatur von 27 °C und fast gesättigter Luftfeuchtigkeit wurden von den Weibchen in einem Zeitraum von 13–14 Tagen über 60 Eier abgelegt. Auch die Zeitdauer bis zum Schlüpfen der Raupen ist von ökologischen Faktoren abhängig und kann zwischen 6 und 20 Tagen betragen.
Die Raupen von L. coffeella schlüpfen direkt an der Unterseite des Eis, das an die Epidermis des Blattes angeheftet ist, in das Gewebe des Kaffeeblattes. Sie fressen dort am unterhalb der oberen Epidermis gelegenen Palisadenparenchym und graben Tunnel durch das für die Assimilation der Pflanze wichtige Palisadengewebe.
Die Raupenentwicklung dauert bei hohen Temperaturen (27° bis 30°) 7 bis 11 Tage, bei Temperaturen um 20° hingegen 16 bis 26 Tage. Die Raupen verlassen dann das Blatt und verpuppen sich in einem Gespinst an der Unterseite des Blattes, nahe dem Blattstiel. Auch die Dauer des Puppenstadiums ist von der Temperatur abhängig. Sie reicht von 14 Tagen bei 20° bis zu 3,6 Tage bei 35°. Eine so hohe Temperatur ist jedoch nicht das Optimum, da unter diesen Bedingungen nur 25 Prozent der adulten Schmetterlinge schlüpfen. Das Optimum scheint zwischen 27° und 30° gelegen zu sein, was 95 Prozent der Tiere befähigt, innerhalb von 5 Tagen zu schlüpfen.
Die erwachsenen Schmetterlinge ernähren sich von Honigtau der Blattläuse (Aphidina). Das Nahrungsangebot ist ausschlaggebend für die Lebensdauer der Miniermotten. Ohne Nahrungsangebot überleben die Kleinschmetterlinge nur fünf bis sechs Tage, bei ausreichender Ernährung an die 14 Tage.

## Schadwirkung
Eine einzelne Raupe von L. coffeella beschädigt zwar nur 1 cm² – 1,36 cm² des Blattes je nach Kaffeesorte, die große Menge des Befalls kann jedoch beträchtliche Ernteeinbußen bedeuten. Das Palisadenparenchym, das zur Ernährung der Raupe dient, ist dient durch seine reiche Anzahl von Chloplasten der Pflanze zur Assimilation. Die Pflanze verliert durch das Fehlen des Parenchyms auch an Wasser und Mineralien, der Stoffwechselkreislauf wird unterbrochen, es bildet sich Ethylen. Die Blätter werden gelb bis braun und fallen schließlich ab. Die Raupen ernähren sich am liebsten von den Blättern des dritten und vierten Internodiums des Strauchs, was für das Wachstum der Pflanze besonders beeinträchtigend ist, weil hier die größte photosynthetische Aktivität stattfindet.
Der Laubfall durch die Beschädigung der Blätter im Juli behindert die Blütenbildung im September und Oktober, so dass sich weniger Kaffeefrüchte ausbilden können. Späterer Laubfall behindert nicht nur die Bildung von Blütenknospen, sondern auch das Entstehen von Früchten, wenn sich bereits Blüten gebildet haben. Ein Laubabfall von 50 % bedeutet einen Ernteverlust von 24 %, ein Abfall von 75 % der Blätter sogar einen Ausfall von 67 %. Durch den Ausfall des Blattstoffwechsels wird auch die gesamte Pflanze geschwächt und ihre Entwicklung gehemmt.

## Biologische Bekämpfung
Diese Miniermotten haben eine Vielzahl von natürlichen Feinden, darunter die Brackwespen (Familie Braconidae), besonders die Art Mirax insularis, die die Raupen und Puppen von L. coffeella angreift und ihre Eier in die Larven legt. Dazu kommen räuberische Fransenflügler und Milben. Diese natürlichen Antagonisten sind aber durch den übermäßigen Einsatz von Pestiziden dezimiert worden, sodass es zu massenhaftem Auftreten der Kaffeeblatt-Miniermotten kommen kann. Es ist noch nicht gelungen, im Rahmen der Biologischen Schädlingsbekämpfung einen genügend effizienten Antagonisten der Miniermotte zu finden und zu züchten.
Das massenhafte Auftreten von L. coffeella ist aber auch von den Kultivierungsbedingungen innerhalb der Kaffeeplantagen abhängig. Unter ausgewogenen klimatischen Bedingungen, wo es nicht zu trocken ist, kommt es auch ohne den übermäßigen Einsatz der Schädlingsbekämpfungsmittel nicht zu großen Problemen mit den Miniermotten. Die besten Ausbreitungsbedingungen hat L. coffeella unter trockenen Verhältnissen mit geringer Luftfeuchtigkeit und hohen Temperaturen. Eine Kultur unter schattigen, humiden Bedingungen kann daher die Ausbreitung der Schädlinge verhindern, ebenso führt ein gutes Nährstoffangebot für die Kaffeepflanzen zu geringeren Schäden nach dem Befall durch die Miniermotte.
An Insektiziden können Carbamate, Pyrethroide und Organophosphate eingesetzt werden, wenn der Befall zu groß geworden ist. Die Beobachtung des Befalls wird durch Lockstofffallen unter Einsatz von Pheromonen bewerkstelligt.
Es ist auch an die Züchtung resistenter oder genveränderter Sorten gedacht.